# Speed Racer

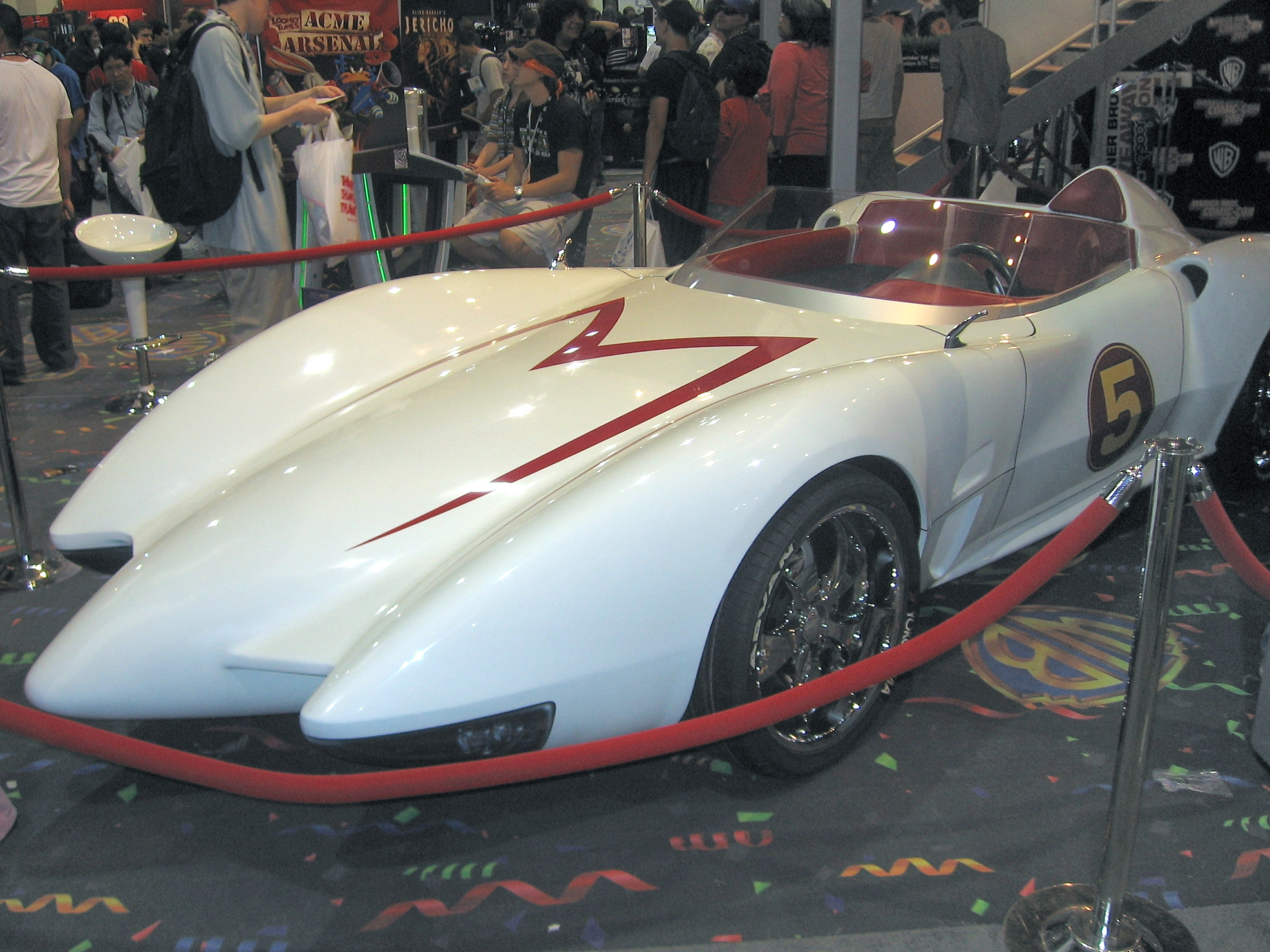
Mach 5

Speed Racer är en amerikansk långfilm från 2008. Filmen är baserad på den japanska animeserien Speed Racer skapad av Tatsuo Yoshida. Filmen är skriven och regisserad av syskonen Wachowski. Filmen var under perioder i produktion redan från 1992 fram till oktober 2006 då producenten Joel Silver enades med syskonen Wachowski om ett samarbete i produktionen av Speed Racer. Regissörerna valde att utforma filmen som familjefilm för att kunna nå en större publik. I huvudrollen ser vi Emile Hirsch som Speed, hjälten i de animerade serierna och Christina Ricci som hans flickvän Trixie. John Goodman och Susan Sarandon spelar Speeds föräldrar. 
Filmen hade premiär den 8 maj i Tyskland och 9 maj 2008 i USA.

## Synopsis
Speed Racer (Emile Hirsch) är en 18-årig pojke som är racerförare. Hans mål är att vinna The Crucible, en racingtävling som tog livet av hans bror, Rex Racer (Scott Porter). Hans föräldrar (John Goodman och Susan Sarandon) har en familjaffär. Pops designade även Speeds racingbil, Mach 5. E.P. Arnold Royalton (Roger Allam), ägaren till ett storföretag kallad Royalton Industries, ger Speed ett sponsorerbjudande, men Speed tackar nej. Speed får reda på att Royalton har medverkat i uppgjorda racingtävlingar och fuskar för att tjäna pengar. Med erbjudandet avböjt vill företaget hindra Speed från att vinna racet. Speed får dock stöd av sina föräldrar och sin flickvän Trixie Shimura (Christina Ricci) och ställer upp i tävlingen.

## Skådespelare
| Emile Hirsch      | – Speed Racer               |
| Christina Ricci   | – Trixie Shimura            |
| John Goodman      | – Pops Racer                |
| Susan Sarandon    | – Mamma Racer               |
| Matthew Fox       | – Racer X                   |
| Roger Allam       | – E.P. Arnold Royalton      |
| Paulie Litt       | – Spritle Racer             |
| Benno Fürmann     | – Inspector Detector        |
| Hiroyuki Sanada   | – Mr. Musha                 |
| Rain              | – Taejo Togokahn            |
| Richard Roundtree | – Ben Burns                 |
| Kick Gurry        | – Sparky                    |
| John Benfield     | – Cruncher Block            |
| Christian Oliver  | – Snake Oiler               |
| Ralph Herforth    | – Jack "Cannonball" Taylor  |
| Scott Porter      | – Rex Racer                 |
| Yu Nan            | – Horuko Togokahn           |
| Nayo K. Wallace   | – Minx                      |
| Melvil Poupaud    | – Johnny "Goodboy" Jones    |
| Ramon Tikaram     | – Kommentator i Casa Cristo |
| Ben Miles         | – Cass Jones                |
| Peter Fernandez   | – Kommentator               |
| Cosmo Shiva Hagen | – Gennie                    |
| Moritz Bleibtreu  | – Grey Ghost                |
| Karl Yune         | – Taejos livvakt            |
| Joon Park         | – Yakuza racerförare        |
| Waldemar Kobus    | – Vinny                     |
| Melissa Holroyd   | – Speeds lärare             |
| Nicholas Elia     | – Unge Speed                |
| Ariel Winter      | – Unge Trixie               |
| Togo Igawa        | – Tetsuo Togokahn           |

## Svenska röster (i urval)
| Henning Lööf             | – Speed Racer               |
| Mikaela Tidermark Nelson | – Trixie Shimura            |
| Bengt Skogholt           | – Pops Racer                |
| Mia Hansson              | – Mamma Racer               |
| Mattias Knave            | – Racer X                   |
| Adam Fietz               | – E.P. Arnold Royalton      |
| Axel Karlsson            | – Spritle Racer             |
| Peter Sjöquist           | – Inspector Detector        |
| Niels Pettersson         | – Taejo Togokahn            |
| Stephan Karlsén          | – Ben Burns                 |
| Ole Ornered              | – Sparky                    |
| Christian Fex            | – Cruncher Block            |
| Göran Gillinger          | – Snake Oiler               |
| Per Sandborgh            | – Jack "Cannonball" Taylor  |
| Kim Sulocki              | – Rex Racer                 |
| Hilda Henze              | – Horuko Togokahn           |
| Anna Nordell             | – Minx                      |
| Leo Hallerstam           | – Johnny "Goodboy" Jones    |
| Mikael Roupé             | – Kommentator i Casa Cristo |
| Calle Stjernlöf          | – Cass Jones                |
| Gunnar Ernblad           | – Vinny, Tetsuo Togokahn    |
| Claudia Galli            | – Speeds lärare             |
| Edvin Lindvall           | – Unge Speed                |
| Matilda Smedius          | – Unge Trixie               |

## Kritikermottagande
Speed Racer har fått många negativa recensioner från kritiker. Enligt Kritiker.se fick filmen medelbetyget 2,2 baserat på 14 svenska recensioner. Rotten Tomatoes rapporterade att 35% av kritiker gav filmen positiva recensioner, baserad på 140 recensioner. På Metacritic rapporterade man att filmen hade ett genomsnitt poäng 36 av 100, baserat på 30 recensioner.

### Publiktillströmning
Filmen hade premiär den 3 maj 2008 och drog in $18,5 miljoner på 3 606 biografer i USA och Kanada, rankad #3 efter Iron Man och What Happens in Vegas... Filmens premiärhelg motsvarade inte de förväntningar som studion hade i förhållande till filmens höga produktionskostnader, den beräknas ha kostat $100 miljoner att spela in.